# هانس زیگلر
 هانس زیگلر (انگلیسی: Hans Ziegler؛ زاده ۵ سپتامبر ۱۹۱۰ - درگذشته ۵ اوت ۱۹۸۵) یک فیزیک‌دان و نویسنده اهل سوئیس بود.